# محسن برهانی
محسن برهانی (زادهٔ هشتم آذر ۱۳۵۷) حقوق‌دان و وکیل دادگستری و استاد دانشگاه اهل ایران است. دیدگاه‌های منتقدانه، نظرات و واکنش‌های حقوقی برهانی در زمان خیزش ۱۴۰۱ ایران مورد توجه رسانه‌ها و کاربران شبکه‌های اجتماعی قرار گرفت.

## زندگی و تحصیلات
برهانی در هشتم آذرماه سال ۱۳۵۷در قم متولد شد. او دارای مدرک دکتری حقوق جزا از دانشگاه تربیت مدرس است و تدریس رشته حقوق در دانشگاه تهران در مقاطع کارشناسی، کارشناسی ارشد و دکتری را بر عهده دارد. وی چند سال نیز در هیئت علمی دانشگاه جا داشته. برهانی دارای تحصیلات حوزوی است و مبانی حقوق اسلامی را از کتاب‌های حوزوی چون رسائل، مکاسب و کفایة الاصول فرا گرفته است.

## دیدگاه‌ها
محسن برهانی در مناظره‌ای با موضوع «محاربه در فقه و قانون» در دانشگاه امام صادق به نقد و اظهار نظر در مورد حکم اعدام محسن شکاری پرداخت.
محسن برهانی در واکنش به احکام اعدام مرتبط با اعتراضات ۱۴۰۱ ایران، دیدگاه‌هایی منتقدانه ارائه کرد. او عقیده دارد در صدور احکام اعدام برای این افراد پاره‌ای از قواعد فقهی مانند «احتیاط در دماء» رعایت نشده است.
این حقوق‌دان عقیده دارد وجود فیلم در گالری گوشی هیچ جرمی را اثبات نمی‌کند و تشکیل پرونده برای بازداشت‌شدگان در ایران بر این اساس اقدامی غیرقانونی است.
وی در برنامه اینترنتی دیالوگ، در واکنش به لایحه عفاف و حجاب، خطاب به بانکی‌پور، یکی از طراحان این لایحه، انتقاداتی مطرح کرد. وی به تفاوت‌های شدید در مجازات‌های مربوط به جرائم مختلف، به خصوص در مقایسه بین مجازات‌های قتل و برهنگی اشاره کرد. وی اشاره کرد که بنابر ماده 612 قانون مجازات اسلامی، در صورت قطع سر فردی غیر مسلمان، مجازات مرتکب سه تا ده سال حبس تعزیری است، در حالی که برای برخی موارد از برهنگی، بنابر این لایحه، مجازات فردی که برهنه شده است، ده تا پانزده سال تعزیری تعیین شده است. او همچنین خطاب به بانکی پور گفت: "شما برای رون آدمها بیشتر از جون آدمها ارزش قائلید."

## اخراج از دانشگاه تهران
در ۲۳ دی ۱۴۰۱ برخی خبرگزاری‌ها از اخراج محسن برهانی از هیئت علمی دانشگاه تهران خبر دادند. اخراج او با واکنش دانشجویان دانشگاه تهران، برخی استادان حقوق و رسانه‌های ایران مواجه شد. در این باره خبرگزاری تسنیم ادعا کرد محسن برهانی استاد آزمایشی دانشگاه تهران بوده و اخراج او مربوط به ماه‌ها قبل است و ارتباطی به مواضع او ندارد این حکم اخراج مربوط به ۳۰ شهریور ۱۴۰۱ است (یعنی ۵۰ روز قبل از اجرای حکم محسن شکاری).

## بازداشت
روز ۱۷ تیر ۱۴۰۳ خبر بازداشت محسن برهانی از سوی برادرش در اینستاگرام اعلام شد و سپس مرکز رسانه‌ای قوه قضائیه اعلام کرد: «محسن برهانی به منظور اجرای حکم قطعی دادگاه، احضار و به زندان معرفی شد، او که پیشتر در فرایند رسیدگی به یک پرونده قضایی در محاکم قضایی محکوم و حکم وی قطعی شده بود برای اجرای حکم قانونی دادگاه، احضار و به زندان معرفی شد.»
محسن برهانی از حامیان مسعود پزشکیان در انتخابات ریاست جمهوری ۱۴۰۳ بود و در جریان تبلیغات انتخاباتی او نیز سخنرانی کرده بود.

## آثار
- تأملات، شرحی بر قانون مجازات اسلامی (مشتمل بر کتاب اول تا چهارم). به همراه الهه لطفعلی‌زاده.[۱۸]
- کتاب اخلاق و حقوق کیفری[۱۹]
- کتاب درآمدی بر حقوق جزای عمومی (دو جلدی)
- از برهانی تا کنون ۲۱ عنوان مقاله در حوزه‌های فلسفه حقوق و حقوق جزا منتشر شده است.[۲۰]